# 基督向圣母显现
《基督向圣母显现》是意大利文艺复兴时期大师菲利皮诺·利皮的一幅板面油画，绘制于 1493 年，现藏于德国慕尼黑老绘画陈列馆。
这部作品创作于利皮完成在罗马卡拉法小堂的订单，回到佛罗伦萨之后，可能与艺术史学家乔尔乔·瓦萨里提到的普拉托的圣方济各堂画作有关。19 世纪，巴伐利亚的路德维希一世收购了画作，后来进入老绘画陈列馆。
这幅画描绘上帝在天空中的金色圆盘中，圣母年事已高（根据当时在佛罗伦萨流行的吉罗拉莫·萨沃纳罗拉的教导），身材尺寸较大。背景的风景使用空气透视法。远处是一座迷雾笼罩的城市，很可能是佛罗伦萨，因为拥有类似圣母百花圣殿主教座堂的穹顶。

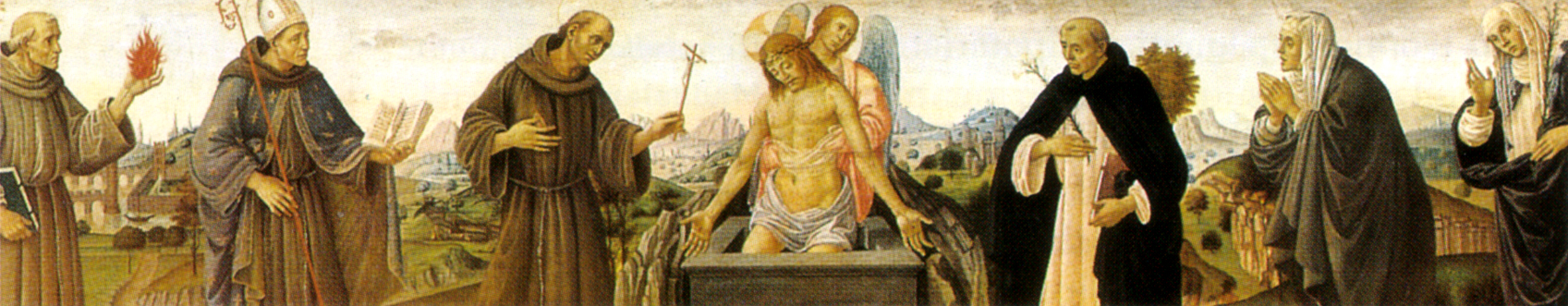
附饰画

附饰画描绘基督与一位天使和六位圣徒。